# ثوران سترومبولي

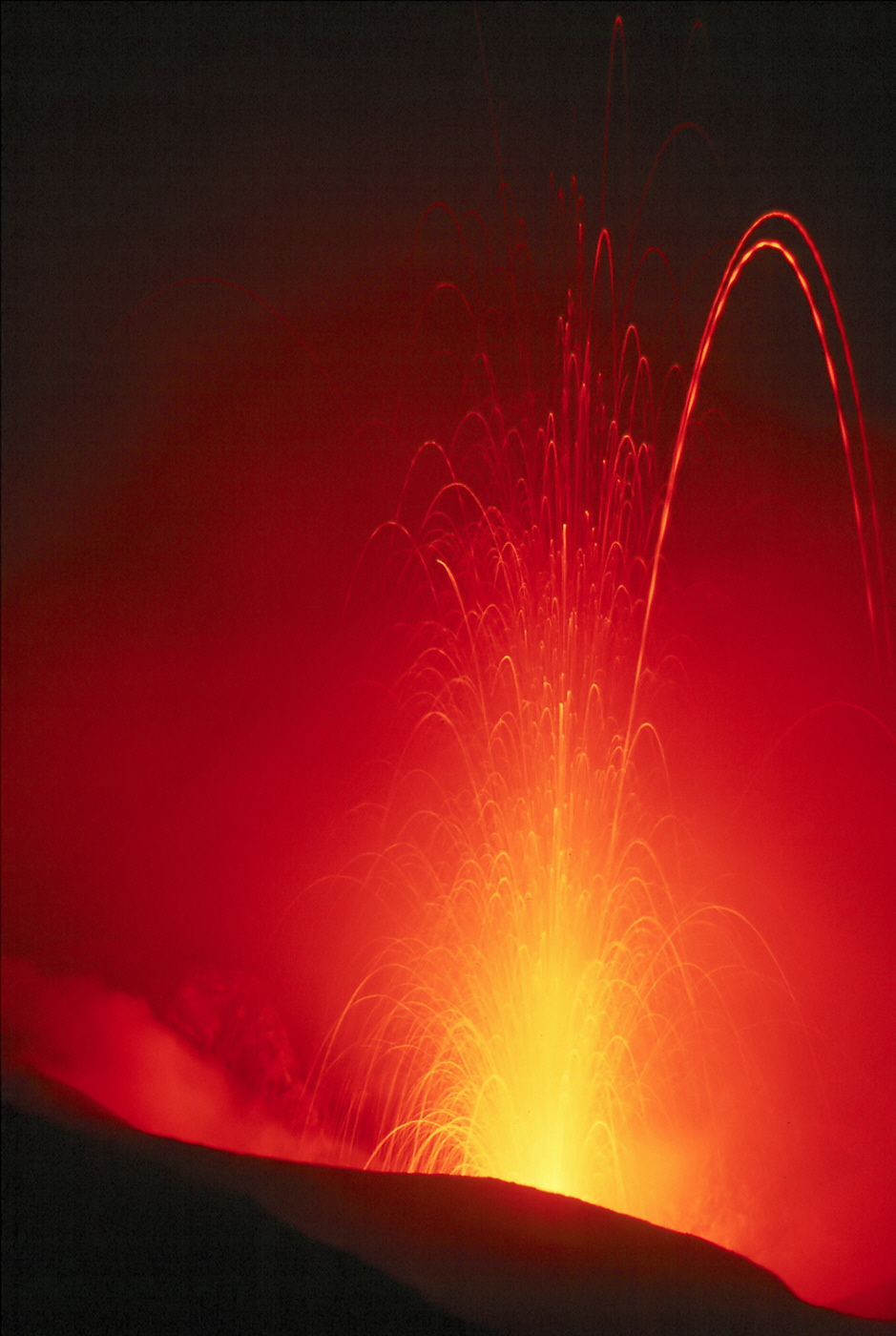
ثوران بركان سترومبوليان

شكل توضيحي لثوران بركان سترومبوليان

الثوران الاسترومبولي هو ثوران بركانية ذو مستوى منخفض نسبيًا وسمي بهذا الاسم تيمنًا ببركان جزيرة سترومبولي التابعة لجزيرة صقلية، حيث يتكون هذه الثوران من قذف جمرات متوهجة ولابيلي وقنابل بركانية على ارتفاعات تتراوح من عشرات إلى مئات الأمتار. ويتراوح حجمها من الصغير إلى المتوسط مع وجود فترات هياج على نحو متقطع.
ويعرف هذا الثوران بأنه "... انفجار طفيف على فترات منفصلة من ثوانٍ لدقائق ولكنه منتظم..."
تتوهج عادةً التفرا باللون الأحمر عند خروجها من الفتحة إلا أن سطحها يبرد ويتحول من اللون الغامق إلى الأسود وقد تتحجر على نحو ملحوظ قبل أن تصطدم بالأرض. وتتراكم التفرا بجوار الفتحة مكونةً جمرة على شكل مخروط، حيث تكون الجمرة هي الناتج الأكثر شيوعًا وعادةً ما تكون كمية الرماد البركاني قليلة إلى حد ما.
وتكون تدفقات الحمم أكثر لزوجة وبالتالي تكون أقصر وأقل سُمكًا من تلك الناتجة من ثوران هاواي؛ فقد يُصاحبها أو لا يُصاحبها إنتاج أحجار نارية رسوبية.
وعوضًا عن تكتل الغاز في شكل فقاعات المسماة كتل الغاز والتي تأخذ في التضخم بنحو كافٍ لتخرج من عمود الصهير منفجرة بالقرب من القمة بسبب انخفاض الضغط وملقيةً بالصهير في الهواء، وبذلك فإن كل حلقة تطلق غازات بركانية وأحيانًا يفصلها بضع دقائق عن بعضها البعض. ويمكن أن تتشكل كتل الغاز على عمق 3 كيلو مترات، مما يجعل من الصعوبة التنبؤ بوجودها.
يمكن أن يستمر ثوران سترومبوليان طويلاً بسبب عدم تأثُر نظام الأنابيب بقوة بالنشاط الثوري، وبذلك يمكن أن يُعيد النظام الثوري تنظيم نفسه بشكل متكرر.
فعلى سبيل المثال، ثار بركان باريكوتين بشكل مستمر بين عامي 1943-1952، وأنتج جبل إريبس في قارة أنتاركتيكا ثورانات سترومبوليان على الأقل لعدة عقود ونتج عن جزيرة سترومبولي نفسها ثورانات سترومبوليان لآلاف السنين.

## وصلات خارجية
- explanation with photos on academic site
- comparison of volcanic blast types نسخة محفوظة 14 نوفمبر 2013 على موقع واي باك مشين.
- USGS Photo Glossary
- Modelling of Volcano for CG/CFD Papers with abstracts, images, and PDFs of modelling of Strombolian (explosive) volcano for computer graphics (CG) and computational fluid dynamics (CFD). The main entrance page is here.